# Louise Mountbatten-Windsor

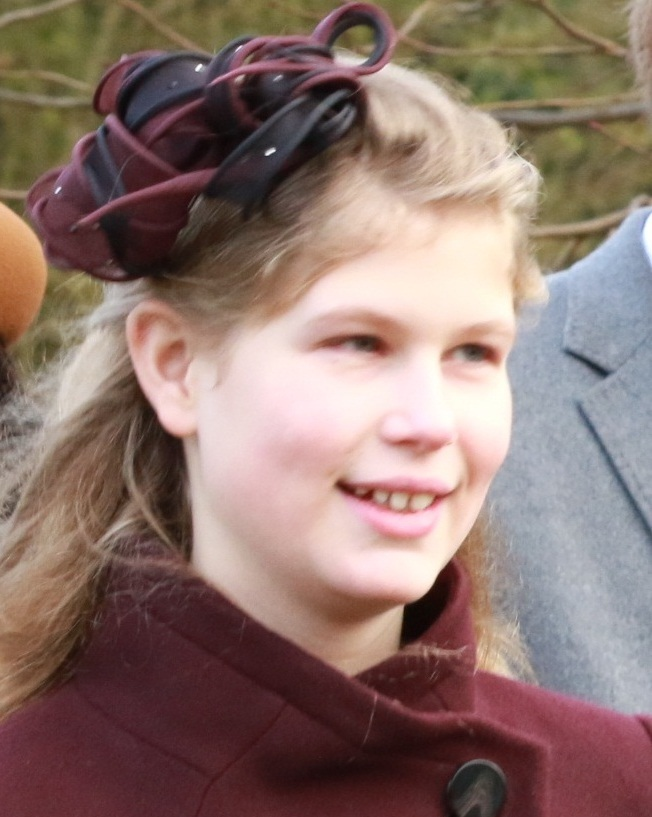
Lady Louise Mountbatten-Windsor, 2017

Lady Louise Alice Elizabeth Mary Mountbatten-Windsor (* 8. November 2003 in Frimley, Surrey), bekannt unter dem Kurznamen Lady Louise Windsor, ist als Nichte des britischen Königs Charles III. ein Mitglied der britischen Königsfamilie.
Nach ihrem jüngeren Bruder James, Earl of Wessex, steht sie aktuell auf Platz 17 der britischen Thronfolge.

## Leben
Lady Louise ist die Tochter von Prince Edward, Duke of Edinburgh, und Sophie, Duchess of Edinburgh. Sie wurde am 24. April 2004 in der Kapelle von Windsor Castle getauft. Ihre Taufpaten sind Lady Sarah Chatto (die Tochter von Prinzessin Margaret), Lord Ivar Mountbatten, Lady Alexandra Etherington (Tochter des 3. Duke of Fife), Francesca Schwarzenbach und Rupert Elliott.
Sie wurde mit Esotropie geboren und wurde daher bereits mehrfach an den Augen operiert, um diese zu korrigieren.

## Bildung
Sie besuchte die St George’s School am Windsor Castle. Anschließend besuchte sie von 2017 bis 2022 die St Mary’s School in Ascot, Berkshire. Im September 2022 begann sie ein Englischstudium an der Universität St Andrews.

## Offizielle Auftritte
Am 29. April 2011 fungierte sie als Blumenmädchen bei der Hochzeit ihres Cousins Prince William mit Catherine Middleton. Im April 2015 begleiteten Louise und ihr jüngerer Bruder James ihre Eltern auf einer offiziell-königlichen Reise nach Südafrika. Am 17. April 2021 nahm sie an der Beerdigung ihres Großvaters Prince Philip teil. Im März 2022 nahm sie an einem Gedenkgottesdienst für ihren Großvater teil. Des Weiteren nahm sie im Jahr 2022 an Trooping the Colour teil, sowie am Gottesdienst und der Feier zum 70-jährigen Thronjubiläum ihrer Großmutter Königin Elisabeth II. Am 19. September 2022 nahmen sie und ihre Familie am Staatsbegräbnis von Elizabeth II. teil. Louise nahm am 6. Mai 2023 an der Krönung ihres Onkels König Charles III. teil.

## Titulatur
Gemäß einem noch geltenden Letters Patent von König Georg V. aus dem Jahr 1917 wäre Louise als Kind des Sohnes eines Monarchen berechtigt, die Prädikate Her Royal Highness und Princess zu führen. Wie ihre Großmutter Königin Elisabeth II. aber bereits anlässlich der Hochzeit ihrer Eltern bekannt geben ließ, führt sie auf Wunsch ihrer Eltern lediglich das ihr als Tochter eines Earl zustehende Höflichkeitsprädikat Lady. 2020 erklärte ihre Mutter, die damalige Countess of Wessex, Louise könne, wenn sie volljährig sei, selbst entscheiden, ob sie die höherrangigen königlichen Prädikate führen wolle.